# Абизово (Вурнарський район)
Аби́зово (рос. Абызово, чув. Хапăс) — село у складі Вурнарського району Чувашії, Росія. Входить до складу Апнерського сільського поселення.
Населення — 538 осіб (2010; 616 у 2002).
Національний склад:
- чуваші — 87 %